# Gemeinde Puconci

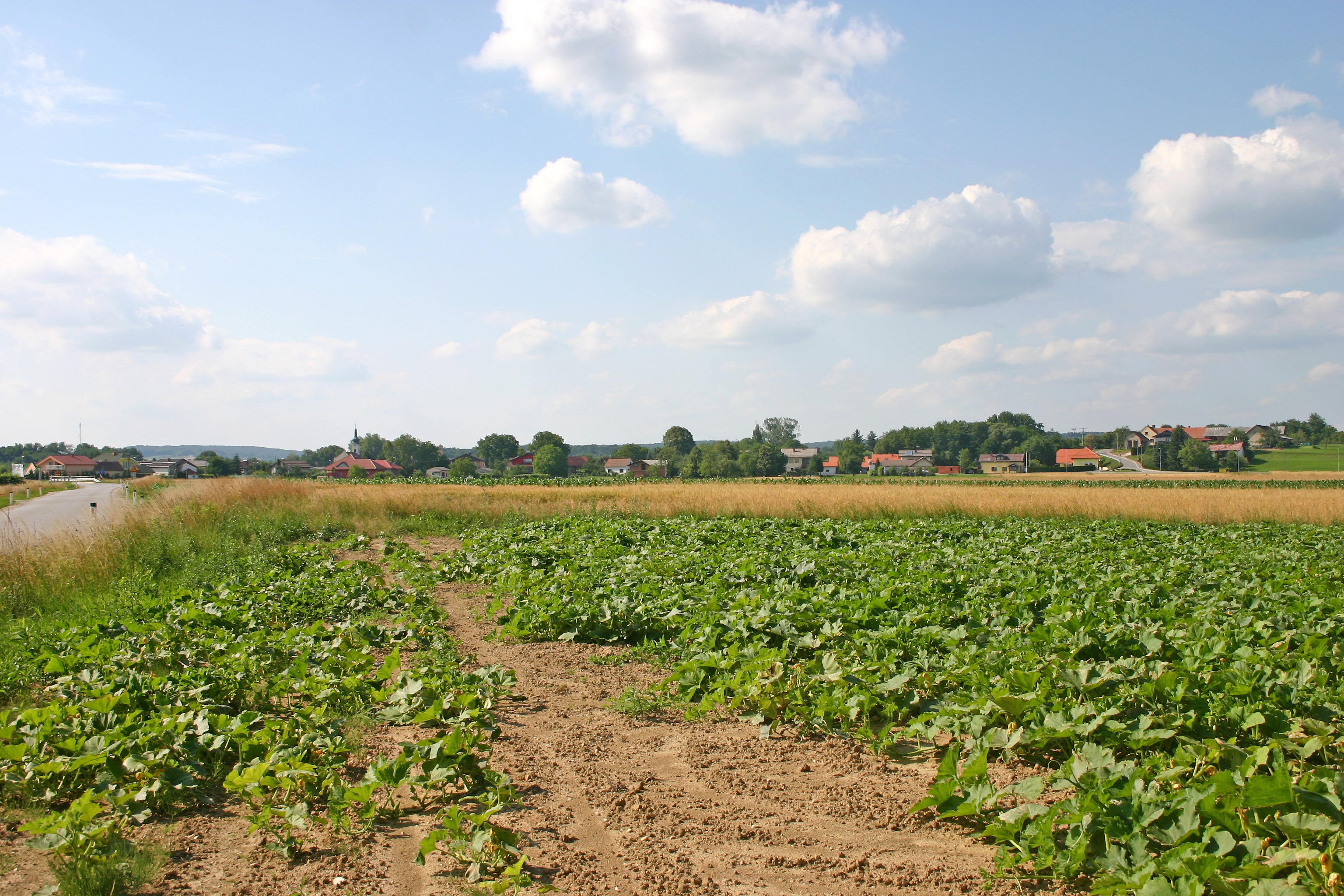
Puconci

Puconci (slowenisch [ˈpuːtsɔntsi]; in älteren Quellen auch Pucinci, ungarisch Battyánd, prekmurisch Püconci, deutsch Putzendorf) ist der Name einer Gemeinde und des namensgebenden Ortes Puconci in der historischen Landschaft Prekmurje, Region Ravensko, in Slowenien.

## Geografie
Die Kommune belegt den mittleren Teil des Hügel- und Grabenlandes von Goričko und beansprucht im südlichen Bereich schon Anteile am weitläufigen von Ledava und Mur gebildeten Flachland von Ravensko. Das Gemeindegebiet erstreckt sich über eine Fläche von 107,58 km² und grenzt im Norden an die Gemeinden Grad und Gornji Petrovci, im Osten an die Gemeinde Moravske Toplice, im Süden an die Gemeinden Murska Sobota und Tišina und im Westen an die Gemeinden Cankova und Rogašovci.

## Gemeindegliederung
Die Kommune setzt sich aus 23 Ortschaften zusammen. Hinter den heutigen Ortsnamen sind die amtlichen ungarischen Exonyme von 1890 in Klammer angeführt.
- Beznovci (Búzahely)
- Bodonci (Bodóhegy)
- Bokrači (Bokrács)
- Brezovci (Vasnyíres)
- Dankovci (Őrfalu)
- Dolina (Völgyes)
- Gorica (Halmosfö)
- Kuštanovci (Gesztenyés)
- Lemerje (Nyíreslehomér)
- Mačkovci (Mátyásdomb)
- Moščanci (Musznya)
- Otovci (Ottóháza)
- Pečarovci (Szentsebestyén)
- Poznanovci (Pálhegy)
- Predanovci (Rónafő)
- Prosečka vas (Kölesvölgy)
- Puconci (Báttyand)
- Puževci (Pálmafa)
- Strukovci (Sűrűház)
- Šalamenci (Salamon)
- Vadarci (Tiborfa)
- Vaneča (Vaslak)
- Zenkovci (Zoltánháza)

## Nachbargemeinden
| Grad               | Grad, Gornji Petrovci                       | Gornji Petrovci                   |
| Rogašovci, Cankova | Kompassrose, die auf Nachbargemeinden zeigt | Gornji Petrovci, Moravske Toplice |
| Tišina             | Muska Sobota                                | Moravske Toplice                  |

## Verkehr
Puconci liegt an der Bahnstrecke Zalalövő–Murska Sobota.